# Dudley Hayton
Maurice Dudley Hayton (Shipley, 22 de abril de 1953) é um ex-ciclista britânico. Representou o Reino Unido em dois eventos, individual e contra o relógio por equipes, nos Jogos Olímpicos de 1976, em Montreal.